# Hernád-áttörés
A Hernád-áttörés (szlovákul Prielom Hornádu) a Hernád folyó által kivájt, 16 km hosszú és helyenként a 300 m magasságot is elérő szurdokvölgy Szlovákiában, a Kassai kerület Iglói járásában, Káposztafalva és Szepestamásfalva közelében, a Szlovák Paradicsom Nemzeti Park területén.

## Geológiája
A szurdok egy ún. antecedens völgy, bevágódása már a Káposztafalvi-karszt kialakulása előtt megkezdődött. A mészkőhegység kiemelkedése során a szurdok egyre mélyült, eróziós munkája révén a folyó megtartotta az irányát. Legrégebbi része a leglepusztultabb, legalacsonyabb rész, a legfiatalabb pedig a legmagasabb.

## Turisztikai története

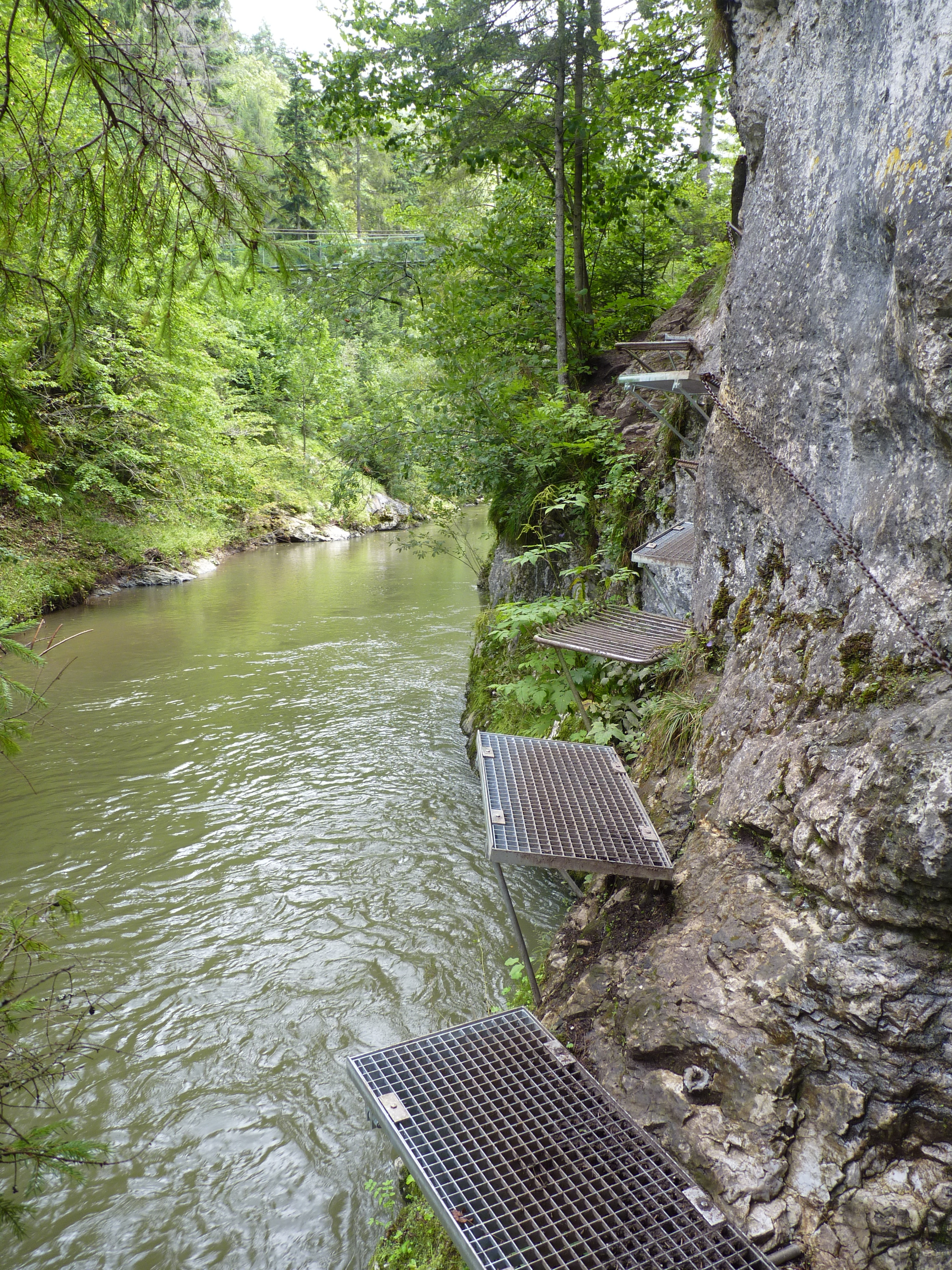
A szurdokvölgy jellegzetes fémláncai és -padjai

A Magyarországi Kárpát-egyesületnek kiemelkedő szerepe volt abban, hogy a Hernád-áttörés a túrázók által járhatóvá váljon. Az egyesület iglói osztályának vezetője, Hajts Béla kelt át rajta először 1906-ban egy tutaj segítségével Káposztafalváról Szepessümegig. Még ekkor eldöntötte, hogy ezt a gyönyörű vidéket mindenki számára láthatóvá kell tenni. Tőle származik a terület „Felső-Magyarország paradicsoma” (mai nevén Szlovák Paradicsom, Slovenský raj) elnevezése. Még ugyanebben az évben, 1906-ban elkezdődött a ma is látható láncok és fémpadok rögzítése, a szurdokvölgy járhatóvá tétele.
1960-ban kezdték meg a kötélpadok kiépítését a Kolostor-szakadékban (Kláštorská roklina). 1974-ben fejeződött be a „Hegyi szolgálat útjának” építése.
2015. július 17-én mentés közben, egy helikopter-szerencsétlenségben négyen meghaltak, az ő emlékükre egy emlékkereszt áll a túraútvonalon.

## Túravidéke
A Hernád-áttörés több irányból közelíthető meg. Keleti végét Csingó (Čingov) felől, a kék jelzést  követve érhetjük el. Az út a Hernád-völgyében, a folyóval párhuzamosan, annak jobb partján kanyarog. A Fehér-patak (Biely-potok) torkolatánál az út elágazik, a kék jelzést tovább követve a szurdokvölgybe jutunk.
A szurdok nyugati végét Erdőalja (Podlesok) üdülőövezeten keresztül, szintén a kék jelzést  követve találjuk meg.
A szurdokvölgy középső részén a zöld jelzés  csatlakozását találjuk, melyet követve a Kolostor-szakadékhoz (Kláštorská roklina) juthatunk (1 óra). A kék útvonal keleti végén a piros jelzésen  keresztül a Létánfalvi malom (Letanovský mlyn) közelíthető meg.